# Зимбабве на летних Олимпийских играх 2012
Зимбабве на летних Олимпийских играх 2012 была представлена как минимум в трёх видах спорта.

## Результаты соревнований

### Академическая гребля
В следующий раунд из каждого заезда проходили несколько лучших экипажей (в зависимости от дисциплины). В утешительный заезд попадали спортсмены, выбывшие в предварительном раунде. В финал A выходили 6 сильнейших экипажей, остальные разыгрывали места в утешительных финалах B-F.
Мужчины
| Соревнование | Спортсмены              | Предварительный заезд | Предварительный заезд | Предварительный заезд | Отборочный заезд | Отборочный заезд | Отборочный заезд | Четвертьфинал | Четвертьфинал | Четвертьфинал | Полуфинал     | Полуфинал     | Полуфинал     | Финал   | Финал   | Итоговое место |
| Соревнование | Спортсмены              | Заезд                 | Время                 | Место                 | Заезд            | Время            | Место            | Заезд         | Время         | Место         | Заезд         | Время         | Место         | Время   | Место   | Итоговое место |
| ------------ | ----------------------- | --------------------- | --------------------- | --------------------- | ---------------- | ---------------- | ---------------- | ------------- | ------------- | ------------- | ------------- | ------------- | ------------- | ------- | ------- | -------------- |
| одиночки     | Джеймс Фрейзер-Маккензи | 3                     | 7:16,83               | 5                     | 2                | 7:19,85          | 3                | Не участвовал | Не участвовал | Не участвовал | Полуфинал E/F | Полуфинал E/F | Полуфинал E/F | Финал E | Финал E | 30             |
| одиночки     | Джеймс Фрейзер-Маккензи | 3                     | 7:16,83               | 5                     | 2                | 7:19,85          | 3                | Не участвовал | Не участвовал | Не участвовал | 2             | 7:33,81       | 3             | 7:46,49 | 6       | 30             |

Женщины
| Соревнование | Спортсмены       | Отборочная гонка | Отборочная гонка | Четвертьфинал/ Дополнительная гонка | Четвертьфинал/ Дополнительная гонка | Полуфинал | Полуфинал | Финал | Финал |
| Соревнование | Спортсмены       | Время            | Место            | Время                               | Место                               | Время     | Место     | Время | Место |
| ------------ | ---------------- | ---------------- | ---------------- | ----------------------------------- | ----------------------------------- | --------- | --------- | ----- | ----- |
| Одиночки     | Мишин Торникрофт |                  |                  |                                     |                                     |           |           |       |       |

### Водные виды спорта

#### Плавание
Спортсменов —
В следующий раунд на каждой дистанции проходят лучшие спортсмены по времени, независимо от места занятого в своём заплыве.
Женщины
| Соревнование   | Спортсмен       | Предварительный раунд | Предварительный раунд | Полуфинал | Полуфинал | Финал     | Финал |
| Соревнование   | Спортсмен       | Результат             | Место                 | Результат | Место     | Результат | Место |
| -------------- | --------------- | --------------------- | --------------------- | --------- | --------- | --------- | ----- |
| 100 м на спине | Кёрсти Ковентри |                       |                       |           |           |           |       |
| 200 м на спине |                 |                       |                       |           |           |           |       |
| 200 м комплекс |                 |                       |                       |           |           |           |       |
| 400 м комплекс |                 |                       |                       |           |           |           |       |

### Лёгкая атлетика
Спортсменов —
Мужчины
| Дисциплина     | Спортсмен | Предварительный раунд | Предварительный раунд | Четвертьфиналы | Четвертьфиналы | Полуфиналы | Полуфиналы | Финал     | Финал |
| Дисциплина     | Спортсмен | Результат             | Место                 | Результат      | Место          | Результат  | Место      | Результат | Место |
| -------------- | --------- | --------------------- | --------------------- | -------------- | -------------- | ---------- | ---------- | --------- | ----- |
| 100 м          |           |                       |                       |                |                |            |            |           |       |
| марафон        |           |                       |                       |                |                |            |            |           |       |
| прыжки в длину |           |                       |                       |                |                |            |            |           |       |

Женщины
| Дисциплина | Спортсмен | Предварительный раунд | Предварительный раунд | Четвертьфиналы | Четвертьфиналы | Полуфиналы | Полуфиналы | Финал     | Финал |
| Дисциплина | Спортсмен | Результат             | Место                 | Результат      | Место          | Результат  | Место      | Результат | Место |
| ---------- | --------- | --------------------- | --------------------- | -------------- | -------------- | ---------- | ---------- | --------- | ----- |
| марафон    |           |                       |                       |                |                |            |            |           |       |